# Pardirallus
Pardirallus är ett fågelsläkte i familjen rallar inom ordningen tran- och rallfåglar med tre arter som till förekommer i Latinamerika och Karibien:
- Fläckrall (P. maculatus)
- Svartaktig rall (P. nigricans)
- Blyrall (P. sanguinolentus)